# Friedhelm Kemp
Friedhelm Kemp, Pseudonym Friedrich Umbran (* 11. Dezember 1914 in Köln; † 3. März 2011 in München), war ein deutscher Literaturwissenschaftler, Schriftsteller und Übersetzer.
Friedhelm Kemp wurde in Köln in einer bürgerlichen Familie geboren und wuchs in Aachen und Frankfurt auf. Im Jahre 1938 wurde er in München bei dem Romanisten Karl Vossler promoviert. Bei Ende des Zweiten Weltkrieges gehörte er zur Widerstandsbewegung Freiheitsaktion Bayern. 1953 gab er mit dem vormaligen SS- und NSDAP-Mitglied Hans Egon Holthusen, der sich auch zur Freiheitsaktion Bayern rechnete, die Anthologie Ergriffenes Dasein. Deutsche Lyrik 1900–1950 heraus.

Sechzig Jahre lang hat sich Kemp als Übersetzer und Essayist einen Namen gemacht. Sein Werk umfasst neben Übertragungen von Lyrik vor allem französischer Dichter (z. B. Charles Baudelaire, Maurice Scève, Saint-John Perse, Yves Bonnefoy, Philippe Jaccottet), Beiträge in Sammelbänden, literaturwissenschaftliche Werke wie z. B. Das europäische Sonett. Kemp veröffentlichte seine Gedichte unter dem Pseudonym Friedrich Umbran, in der von Gunter Groll 1946 herausgegebenen Lyrikanthologie De Profundis war er gleich zweimal, als Kemp und als Umbran, vertreten.
Kemp war Herausgeber der Werke Clemens Brentanos im Hanser-Verlag und Else Lasker-Schülers im Kösel-Verlag.

## Auszeichnungen
- 1963: Johann-Heinrich-Voß-Preis für Übersetzung der Deutschen Akademie für Sprache und Dichtung
- 1998: Joseph-Breitbach-Preis
- 2007: Horst-Bienek-Preis für Lyrik

## Schriften (Auswahl)

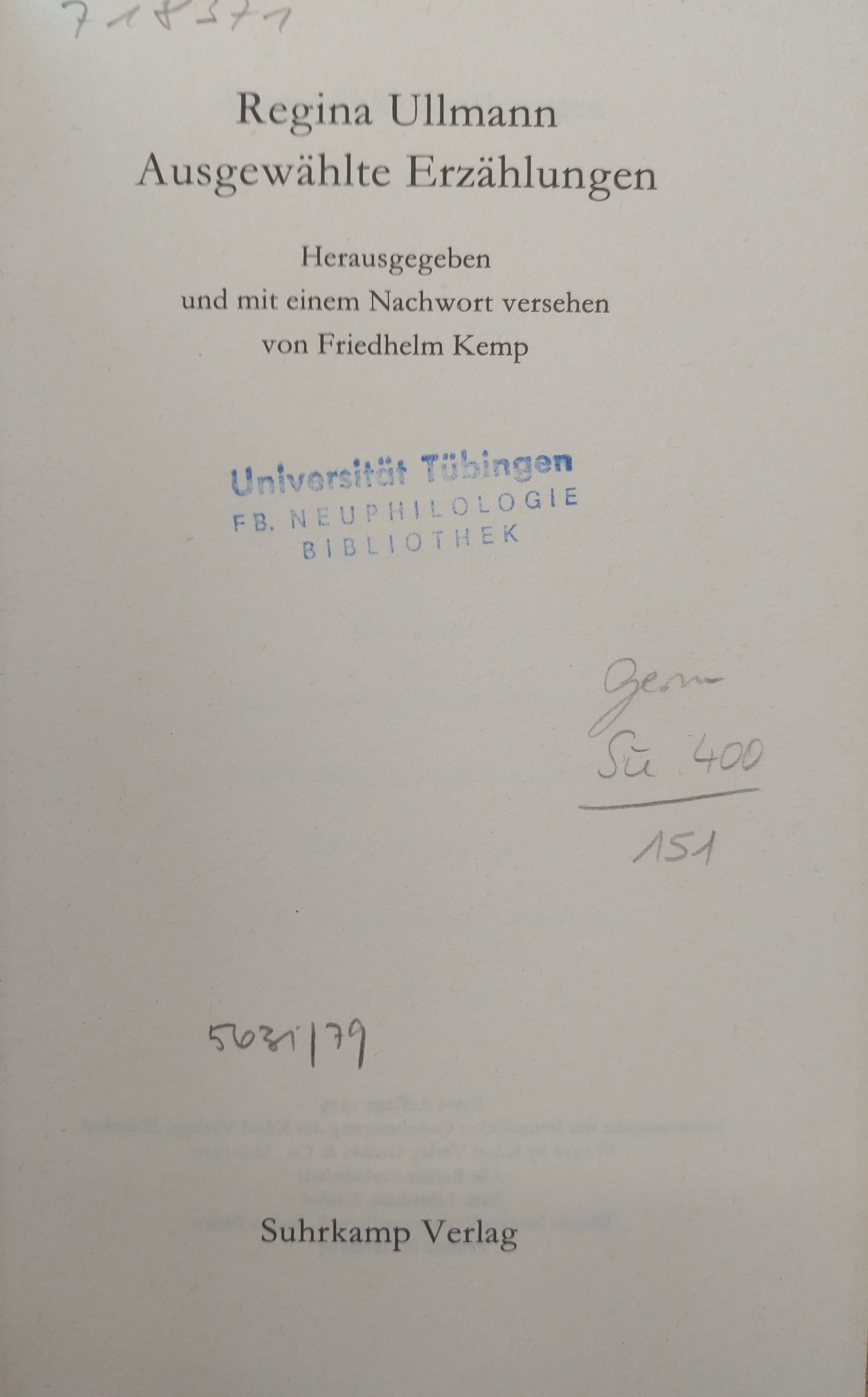
Nachwort (1979)

- Baudelaire und das Christentum. Michaelis-Braun, Marburg 1939 (Marburger Beiträge zur romanischen Philologie, 27; zugleich Diss. Phil. München)
- Deutsche geistliche Dichtung aus tausend Jahren. Kösel, München 1958
- Die Kunst stets heiter zu sein. Brevier der Lebensweisheit. Bilder von Ernst von Dombrowski. Galama, Grünwald 1959
- Deutsche Liebesdichtung aus achthundert Jahren. Deutsche Buch-Gemeinschaft, Berlin, Darmstadt, Wien 1960
- Mit Norbert Miller und Georg Philipp: Jean Paul. Werk, Leben, Wirkung. Piper, München 1963
- Dichtung als Sprache. Wandlungen der modernen Poesie. Kösel, München 1965
- Kunst und Vergnügen des Übersetzens. Neske Verlag, Pfullingen 1965. (Opuscula aus Wissenschaft und Dichtung, 24)
- Prokop von Templin. Ein süddeutscher Barockprediger. Festvortrag zur 87. Jahresversammlung der Gesellschaft der Bibliophilen am 1. Juni 1986 in Passau. Gesellschaft der Bibliophilen, München 1987
- „... das Ohr, das spricht“. Spaziergänge eines Lesers und Übersetzers. Hanser, München 1989, ISBN 3-446-15738-7.
- Ernst Barlach – Theodor Däubler, eine Freundschaft. Vortrag zur Eröffnung der Ausstellung Ernst Barlach – Theodor Däubler, Die Welt Versöhnt und Übertönt der Geist, 27. April 2001. Barlach-Stiftung, Güstrow 2001 (Schriften der Ernst-Barlach-Stiftung: Reihe A; Nr. 3)
- Das europäische Sonett. Wallstein, Göttingen 2002, ISBN 3-89244-481-1, (Münchener komparatistische Studien; 2).
- Einmal für immer. Gedichte. Mit vierzehn Typographien von Josua Reichert. Oreos, Waakirchen-Krottenthal 2004, ISBN 3-923657-78-1.
- „Gen Unverklungen“. Der eine Dichter, das eine Gedicht – gestern und heute. Lyrik Kabinett (Münchner Reden zur Poesie), München 2006. ISBN 978-3-938776-08-7
- Gesellige Einsamkeit. Ausgewählte Essays zur Literatur. Wallstein, Göttingen 2017, ISBN 978-3-8353-1693-5.

1. Von Poesie bewegt.
2. Vom Vergnügen des Übersetzens.

Übertragung
- Yves Bonnefoy: Les planches courbes – Die gebogenen Planken. Gedichte deutsch/französisch, Klett-Cotta, Stuttgart 2004 ISBN 3-608-93657-2.
- Jean Cocteau: Kinder der Nacht (frz.: Les Enfants terribles). Kurt Desch, Wien - München - Basel 1953
- Logan Pearsall Smith: Trivia. Manesse, Zürich 2003, ISBN 978-3-7175-2014-6.
- Simone Weil: Schwerkraft und Gnade. Mit einer Einführung von Gustav Thibon. Kösel-Verlag, München 1952, DNB 455424527 (französisch: La Pesanteur et la grace (Wikisource). 1948. Übersetzt von Friedhelm Kemp). Digitalisat: archive.org im Textarchiv – Internet Archive.
- Simone Weil: Das Unglück und die Gottesliebe. Mit einer Einführung von T. S. Eliot. Kösel, München 1953, DNB 455424489 (französisch: Attente de Dieu (Wikisource). 1950. Übersetzt von Friedhelm Kemp).
- Simone Weil: Die Einwurzelung: Einführung in die Pflichten dem menschlichen Wesen gegenüber. Kösel, München 1956, DNB 455424500 (französisch: L' Enracinement (Wikisource). 1949. Übersetzt von Friedhelm Kemp).
- Simone Weil: Zeugnis für das Gute: Traktate, Briefe, Aufzeichnungen. Walter, Olten, Freiburg im Breisgau 1976, ISBN 978-3-530-92750-4.
- Simone Weil: Entscheidung zur Distanz: Fragen an die Kirche. Mit einem Nachwort von Friedhelm Kemp. Kösel, München 1988, ISBN 978-3-466-20300-0 (französisch: Lettre à un religieux (Wikisource). 1951. Übersetzt von Friedhelm Kemp).

Herausgeberschaft
- gemeinsam mit Joachim Kalka: Gesellige Einsamkeit. Ausgewählte Essays zur Literatur. Wallstein, Göttingen 2017, ISBN 978-3-8353-1693-5.
- gemeinsam mit Hans Egon Holthusen: Ergriffenes Dasein. Deutsche Lyrik 1900–1950. Wilhelm Langewiesche-Brandt, Ebenhausen bei München 1953.